# 알렉스 모레노
알렉산드레 "알렉스" 모레노 로페라(스페인어: Alexandre "Álex" Moreno Lopera, 1993년 6월 8일 ~ )는 스페인의 축구 선수이다. 그의 포지션은 왼쪽 풀백 또는 윙어로, 현재 잉글랜드 프리미어리그의 애스턴 빌라에서 노팅엄 포리스트로 임대되어 활약하고 있다.
그는 라요 바예카노와 베티스에서 선수 생활의 대부분을 보냈고, 6시즌에 걸쳐 146번의 라리가 경기에 출전해 6골을 넣었고, 코파 델 레이 2021-22 우승컵을 들어올렸다. 2023년 1월, 그는 애스턴 빌라와 계약을 맺고 이적하였다.
2022년 5월, 모레노는 카탈루냐 축구 국가대표팀 일원으로 데뷔했다.

## 클럽 경력

### 초기 경력과 마요르카
카탈루냐, 바르셀로나 산트사두르니드아노이아에서 태어난 모레노는 인근의 빌라프랑카 유소년 팀을 졸업하고, 2010–11 시즌 테르세라 디비시온에서 성인 무대 데뷔전을 치렀다. 2011년 4월, 그는 바르셀로나로 이적했으며 유소년 팀에 배정되었다. 그는 윙어로 경력을 시작했다.
2012년 7월, 모레노는 세군다 디비시온 B의 UE 랴고스테라로 이적하였다. 그는 1,333분의 경기를 뛰고 2골을 넣으며 2012–13 시즌을 마쳤다.
2013년 7월 4일, 모레노는 2부 리그로 강등된 RCD 마요르카로 이적하였다. 그는 8월 18일, 4-0으로 패한 CE 사바델과의 세군다 디비시온 원정 경기에서 첫 프로 경기를 치렀다.
2014년 1월 4일, 모레노는 2-2로 비긴 UD 라스팔마스와의 경기에서 2부 리그 데뷔골을 기록했다. 그는 시즌 동안 정기적으로 출전했으며, 팀은 또 다른 강등을 간신히 피했다.

### 라요 바예카노
2014년 7월 15일, 모레노는 라요 바예카노와 4년 계약을 맺고 이적하였다. 9월 14일, 그는 3-2로 패한 엘체와의 홈경기에서 막판에 교체 투입되어 라리가 데뷔전을 치렀다.
2015년 8월 13일, 모레노는 2부 리그의 엘체로 1년간 임대되었다. 그는 캄포 데 푸트볼 데 바예카스로 복귀한 후 논란의 여지가 없는 주전 선수로 활약하며, 2017–18 시즌에 40번의 경기에 출전하여 3골을 넣었고, 우승과 1부 리그 승격에 기여했다.

### 베티스
2019년 8월 21일, 강등 후, 모레노는 베티스와 5년 계약을 맺고 이적하였다. 이듬해 1월 11일, 그는 3-0으로 이긴 클루브 포르투갈레테과의 코파 델 레이 2라운드 경기에서 안달루시아 연고 구단 소속으로 첫 골을 기록했다. 2021년 10월 24일, 그는 3-2로 이긴 라요 바예카노와의 경기에서 선제골이자 베티스 소속으로 리그 데뷔골을 기록하며 승리에 기여했다. 12월 12일, 그는 4-0으로 이긴 에스타디오 베니토 비야마린에서 열린 레알 소시에다드와의 경기에서 멀티골을 기록하며 승리에 기여했다.
모레노는 8번의 2021-22 스페인 국왕컵 경기에 출전했는데, 클럽 역사상 세 번째로 우승하는 데 기여했다. 여기에는 세비야에서 승부차기로 승리한 발렌시아 CF와의 결승전에서 뛴 105분 기록 또한 포함됐다.

### 애스턴 빌라
2023년 1월 11일, 모레노는 미공개 이적료에 프리미어리그의 애스턴 빌라와 3년 반 계약을 맺고 이적하였다. 그는 등번호 15번을 배정 받았다. 이틀 후, 그는 2-1로 이긴 리즈 유나이티드와의 홈경기에서 부상당한 뤼카 디뉴와 교체 투입되어 리그 데뷔전을 치렀다.
2023년 5월 20일, 모레노는 1-1로 비긴 리버풀과의 경기에서 햄스트링 부상을 당했다. 수술 후, 그는 3~4개월 정도 결장할 것으로 예상되었다.

## 국가대표팀 경력
2022년 5월 25일, 모레노는 6-0으로 이긴 자메이카와의 경기에서 FIFA 비회원국인 카탈루냐 축구 국가대표팀 일원으로 데뷔전을 치렀다.

## 수상 내역
라요 바예카노
- 세군다 디비시온: 2017–18[16]

베티스
- 코파 델 레이: 2021–22[22]